# Tatra T5C5
El Tatra T5C5 era un tramvia construït per ČKD Tatra a Praga a finals de la dècada de 1970 i començaments dels vuitanta. El 1978 es van provar 2 prototips a Praga i Budapest. Diferien en molts aspectes dels primers productes de Tatra, entre ells que el vehicle es controlava per una palanca de mà en comptes d'un pedal de peu. Entre 1978 i 1984 es van subministrar 22 vehicles a Budapest i fins a l'octubre del 2010 encara restaven servei actiu tres d'ells. Del 2002 al 2004 es van modificar divuit T5C5 i ara duen equipats uns moderns transistors bipolar de porta aïllada (IGBT). La modernització dels vehicles també va incloure una revisió completa de l'interior. Aquests tramvies modernitzats reben el nom de Tatra T5C5K.

## Referències

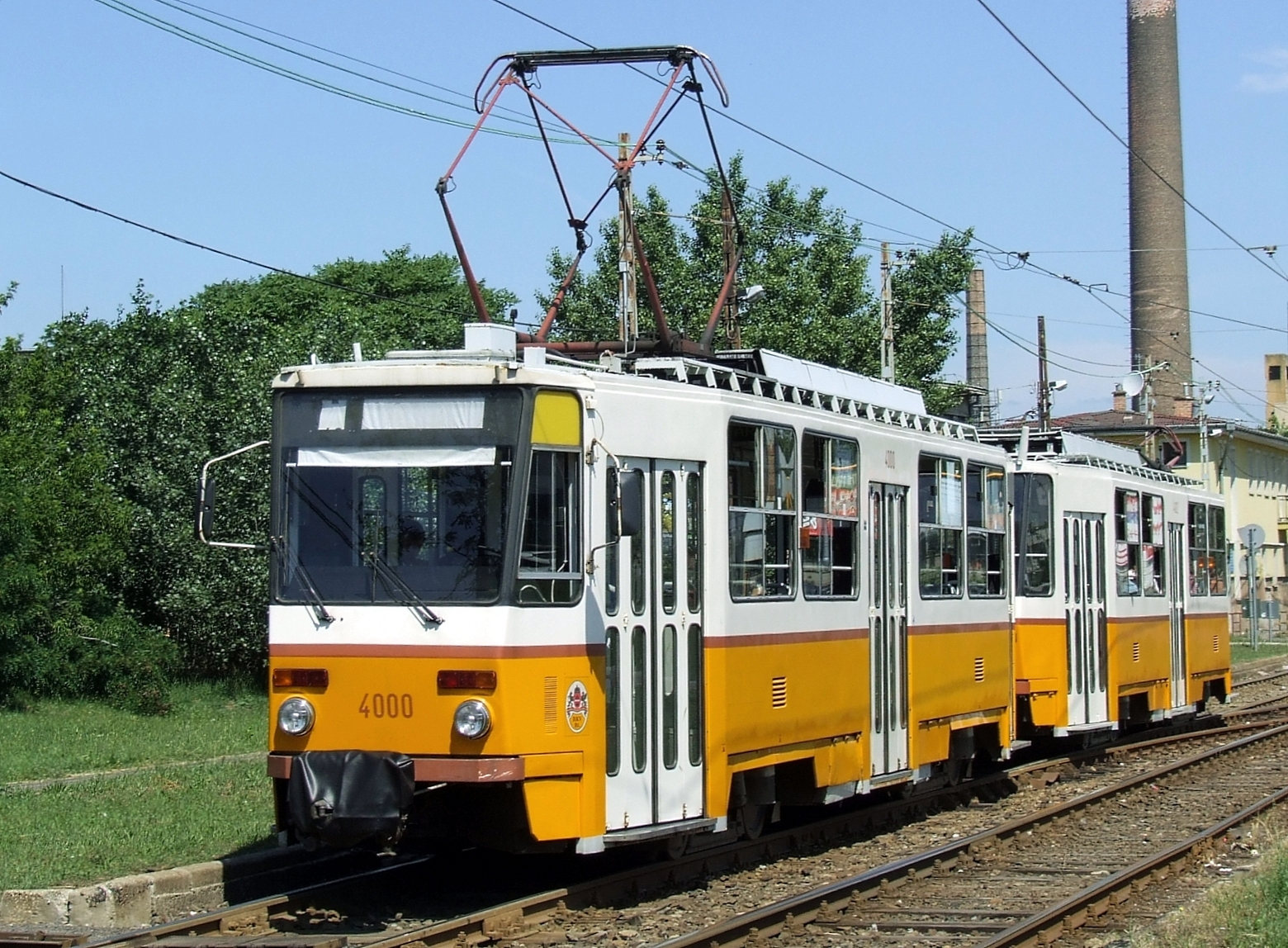
Prototip T5C5 (nr. 4000) a Budapest
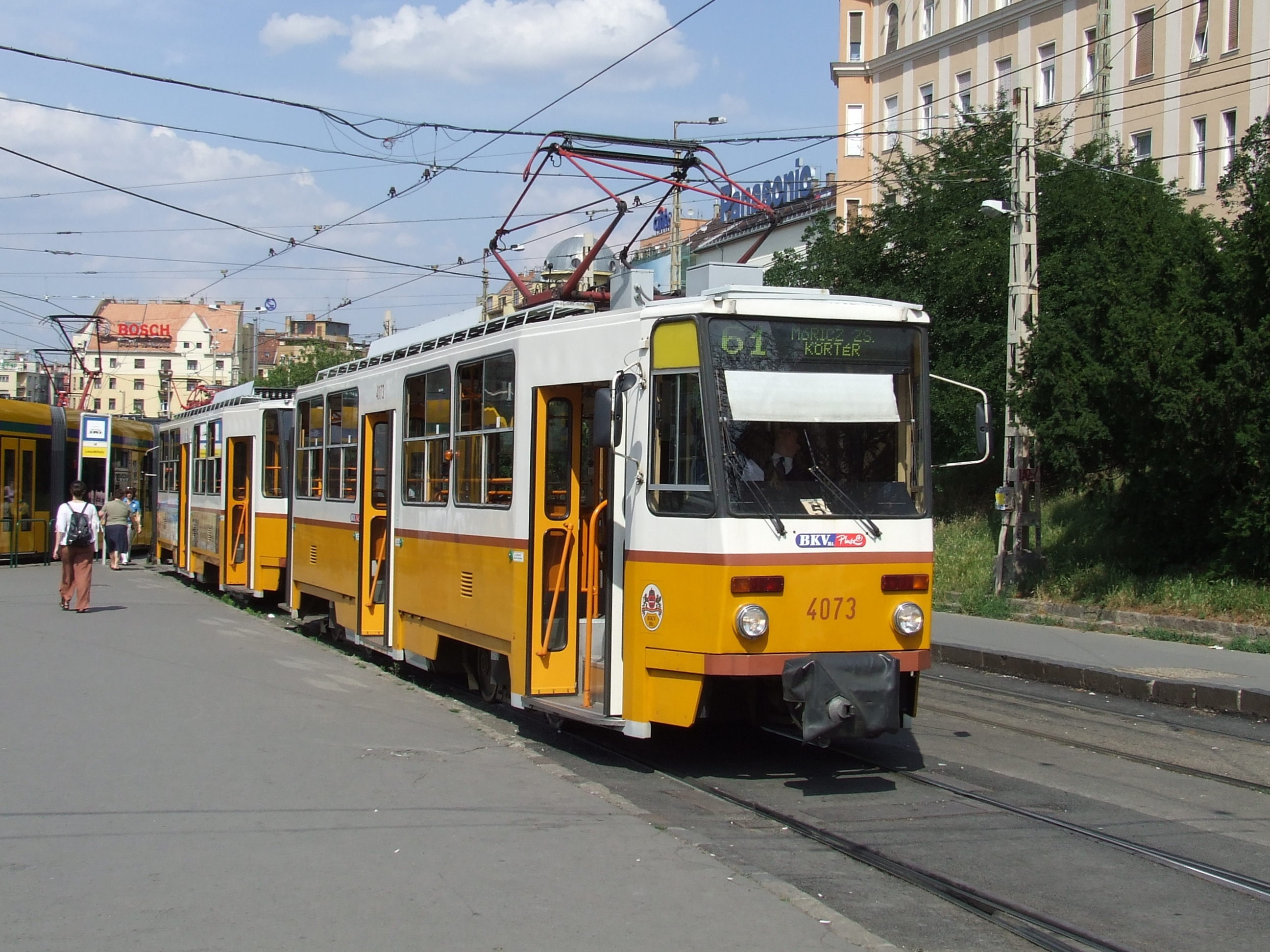
Tatra T5C5K a la plaça Széll Kálmán, Budapest.